# Raskolnikov (divadelní hra)

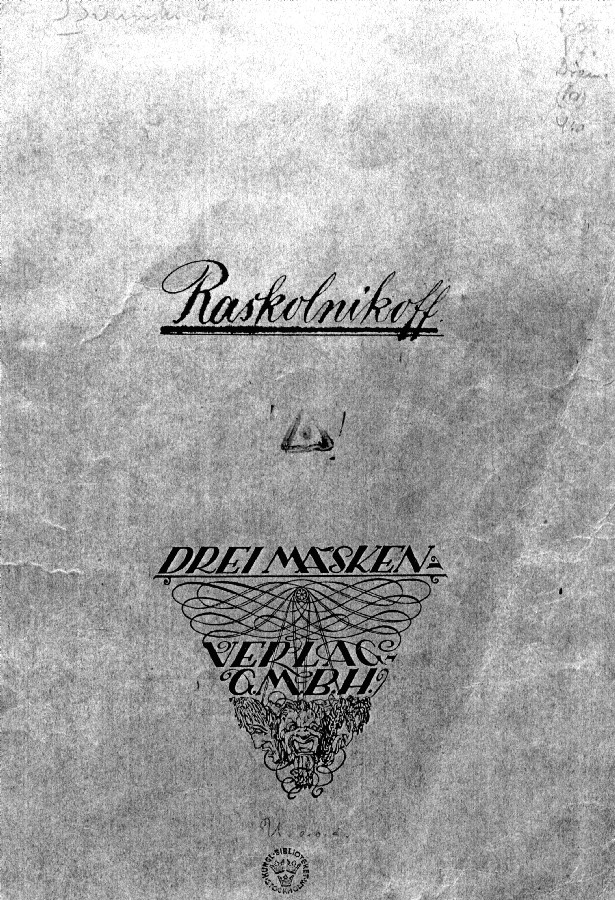
Obálka prvního vydání Raskolnikova ve strojopisu (Drei Masken-Verlag München, asi 1912).

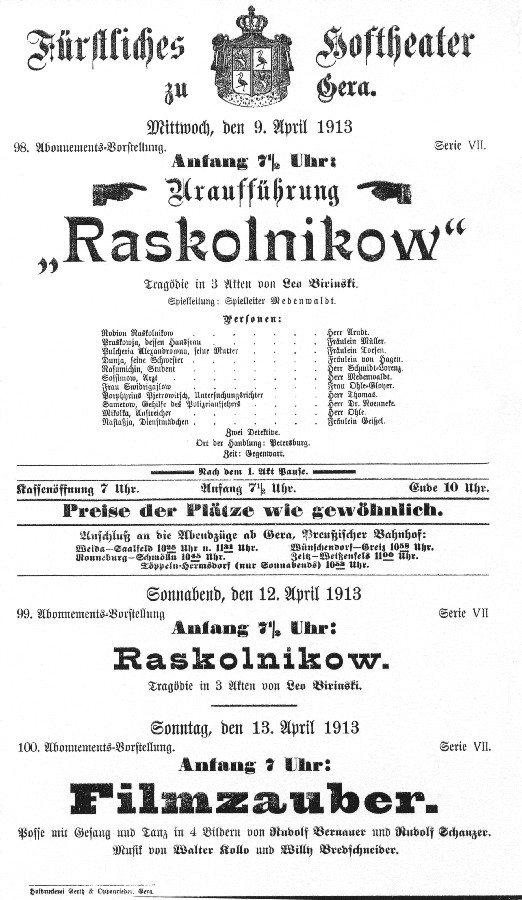
Cedule ke světové premiéře Raskolnikova v divadle Fürstliches Hoftheater v Geře (9. dubna 1913).

Raskolnikov je divadelní hra, kterou napsal židovský dramatik a scenárista Leo Birinski podle románu Zločin a trest F. M. Dostojevského. Některé prameny hru označují jako Birinského dramatickou prvotinu, ale spolehlivě potvrdit to nelze. Jisté je, že hra pochází z autorova vídeňského období. První zmínky se o ní objevily v souvislosti s premiérou jiné Birinského hry Der Moloch v roce 1910. Tiskem byl Raskolnikov vydán v roce 1912, a to ve formě rozmnoženého strojopisu. Inscenován byl poprvé v Německu, a to v dubnu 1913 v Geře.
Mimo autorovo domovské Rakousko-Uhersko byla hra patrně uvedena pouze v Německu, Chorvatsku a ve Slovinsku. Poslední doložená inscenace se uskutečnila roku 1922, poté hra i s autorem upadla v zapomnění. Její text byl znovu objeven roku 2002 v katalozích Kungliga Biblioteket ve  Stockholmu a Library of Congress ve Washingtonu, existenci jiných výtisků se nepodařilo prokázat. Česká premiéra se uskutečnila v nově vytvořeném překladu roku 2009.

## Základní informace o hře
- Autor: Leo Birinski.
- Původní název: Raskolnikoff.
- Podtitul: Tragédie ve třech dějstvích (podle Dostojevského).
- Jazyk originálu: němčina.
- Rok vzniku nebo zveřejnění: první zmínka 1910.[1]
- Vydání tiskem: München : Drei Masken-Verlag, 1912, jako rozmnožený strojopis.
- První jevištní uvedení: 9. dubna 1913 – Fürstliches Hoftheater (dnes tzv. Großes Haus v rámci Městských divadel), Gera; režie: Paul Medenwaldt; celkem 2 představení; konec provozování: 12. dubna 1913.[2][3]
- Další inscenace v němčině:
  - 18. října 1917 – Residenz-Theater, Berlín; režie: Adolf Edgar Licho.[5]
  - 7. prosince 1917 – Wiener Kammerspiele, Vídeň; režie: Alfred Bernau; celkem 52 představení; konec provozování: 26. května 1918.[6]
- Inscenace v překladu:
  - 8. října 1916 – Hrvatsko Narodno Kazalište, Osijek; chorvatský překlad: Joza Ivakić (název Raskoljnikov); režie a titulní role: Alexander Gavrilović.[7]
  - 23. února 1922 – Narodno gledališče, Maribor; slovinský překlad: Silvester Škerl (název Raskolnikov); režie a titulní role: Milan Skrbinšek.[8]

### Raskolnikov včeštině
- Překlad: Kateřina Bohadlová, 2007.
- Vydání tiskem: Praha : Amatérské divadlo Esence, 2007.
- Scénické čtení: 24. října 2007 – divadlo Ty-já-tr v Eliadově knihovně Divadla Na zábradlí Praha, úprava a režie: Radka Tesárková.[9]
- Inscenace: 11. prosince 2009 – divadlo Ty-já-tr, skupina CO?!, Praha, úprava a režie: Radka Tesárková, 25 představení; konec provozování: 20. února 2012.[4][10]

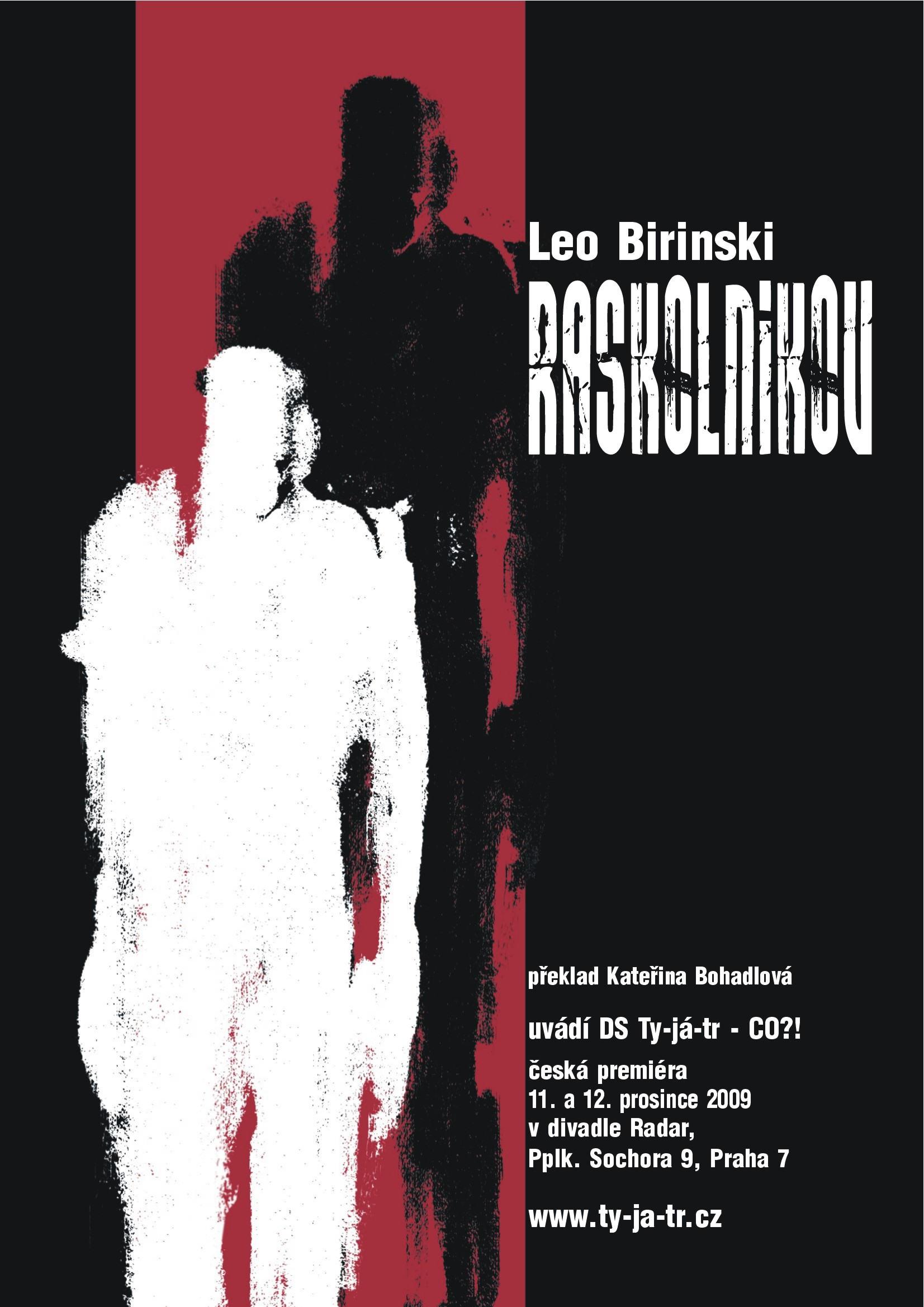
Plakát k představení Raskolnikova v divadle Ty-já-tr, Praha 2009.
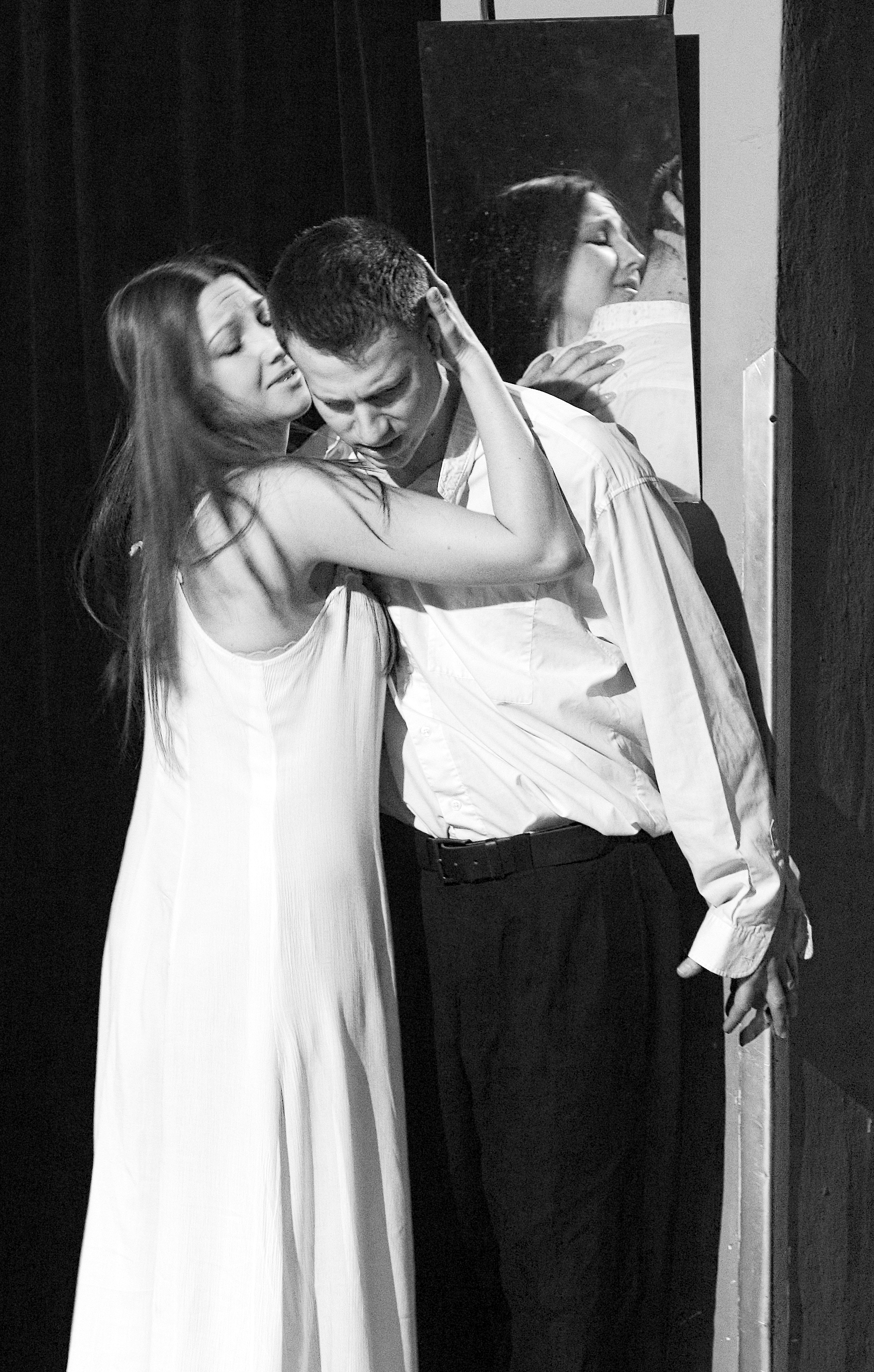
Fotografie z představení Raskolnikova v divadle Ty-já-tr, Praha 2009 (??? a Raskolnikov).
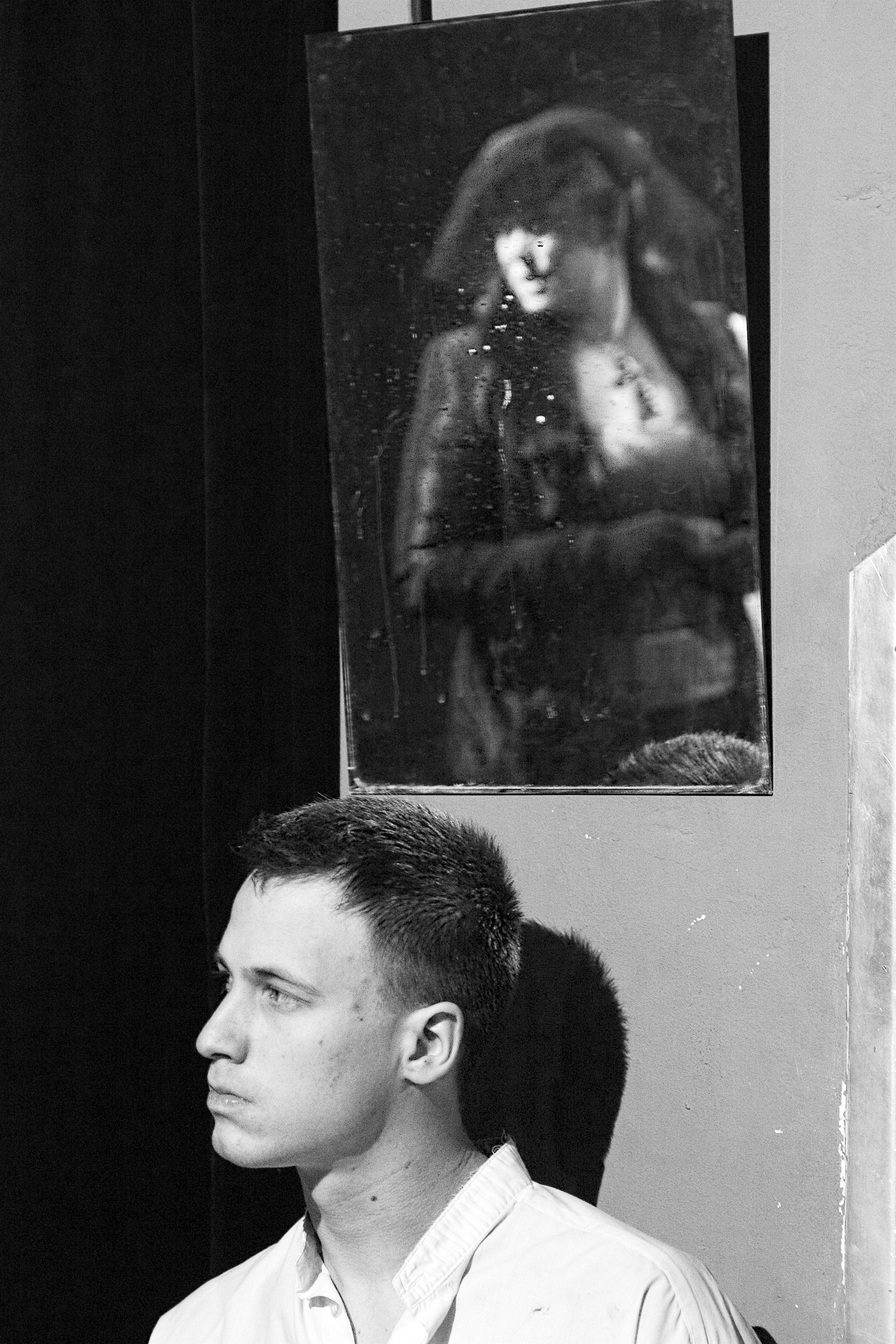
Fotografie z představení Raskolnikova v divadle Ty-já-tr, Praha 2009 (Raskolnikov a paní Svidrigajlovová).
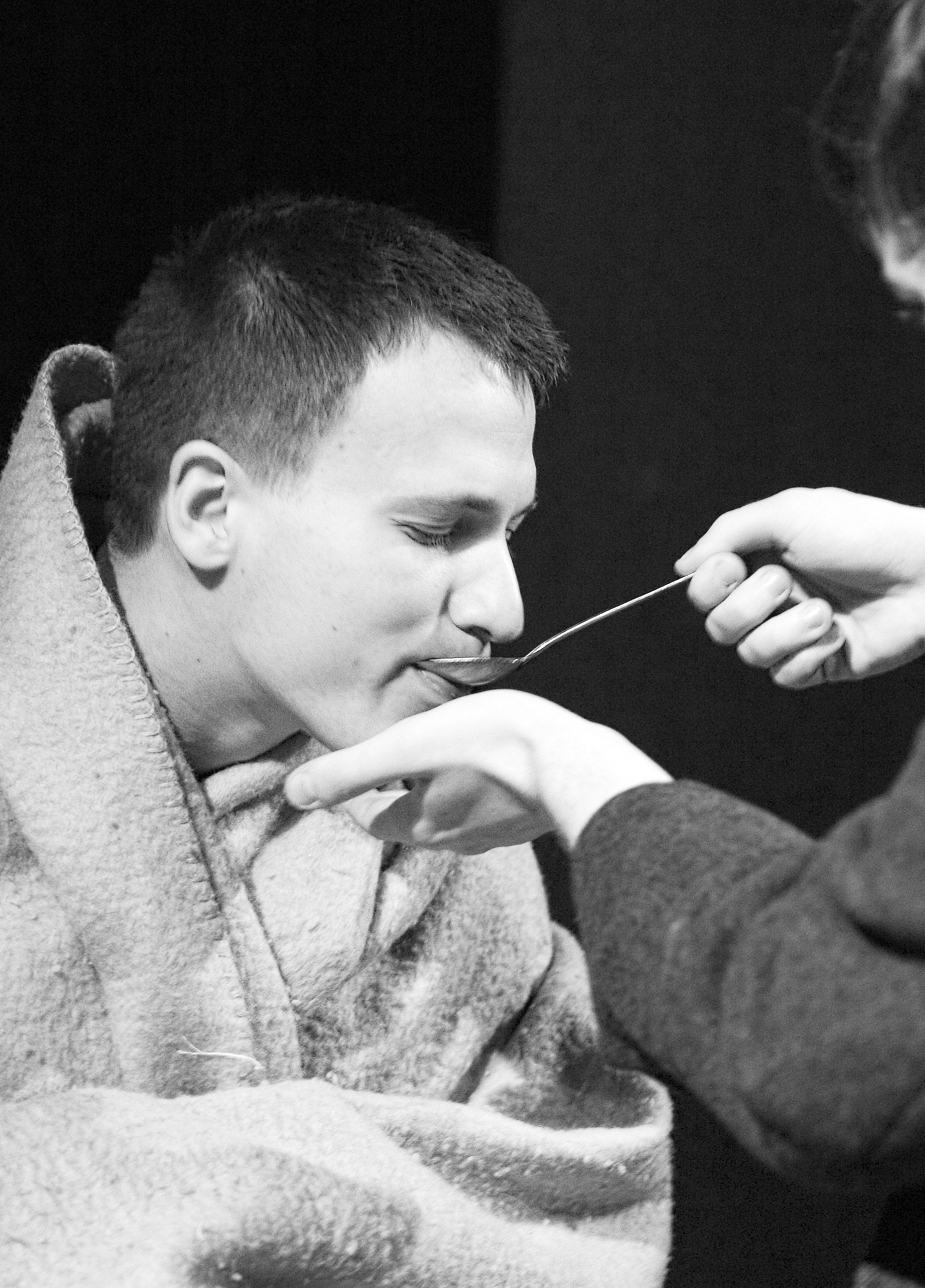
Fotografie z představení Raskolnikova v divadle Ty-já-tr, Praha 2009 (Raskolnikov a Razumichin).
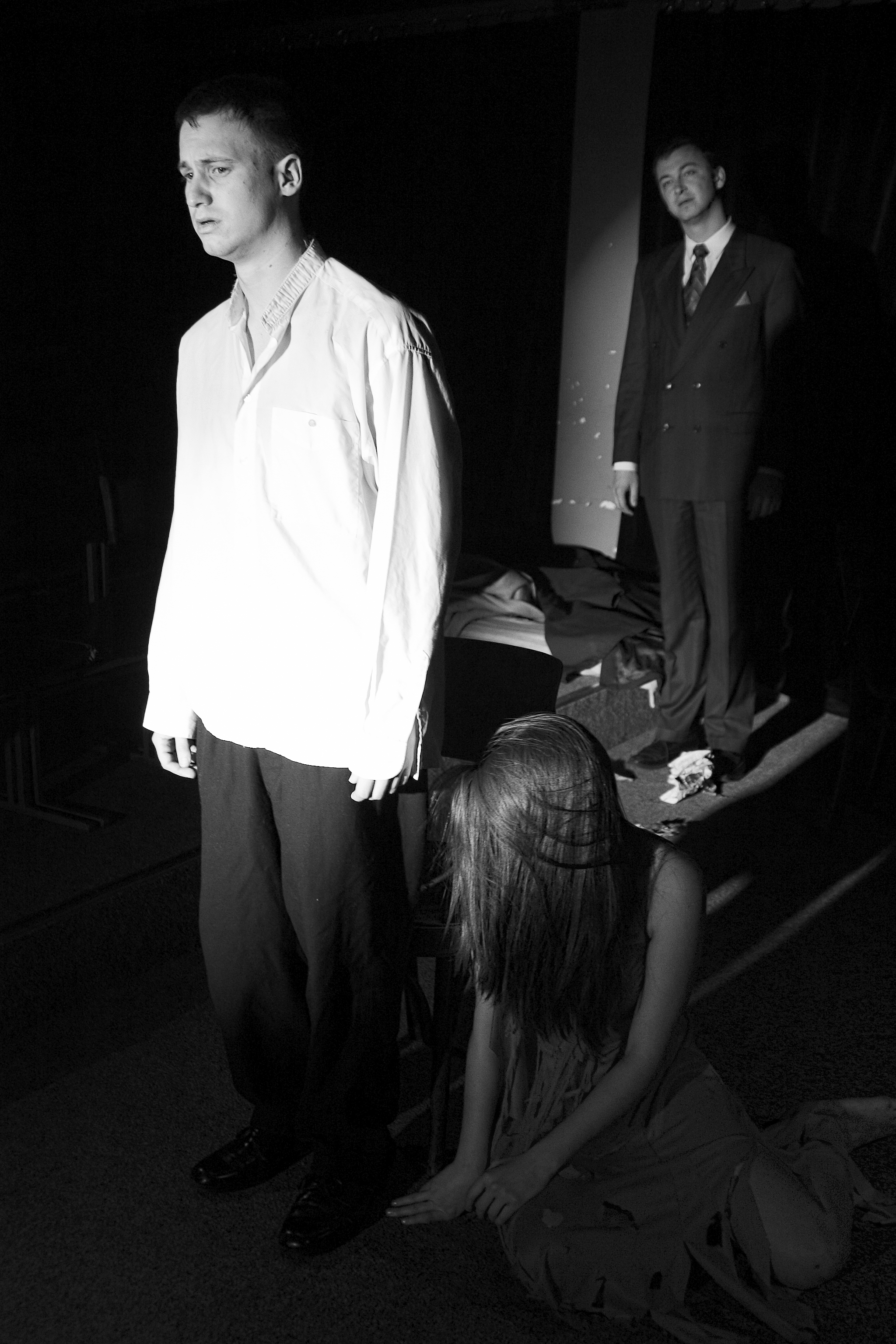
Fotografie z představení Raskolnikova v divadle Ty-já-tr, Praha 2009 (Raskolnikov, ??? a Porfirij Petrovič).

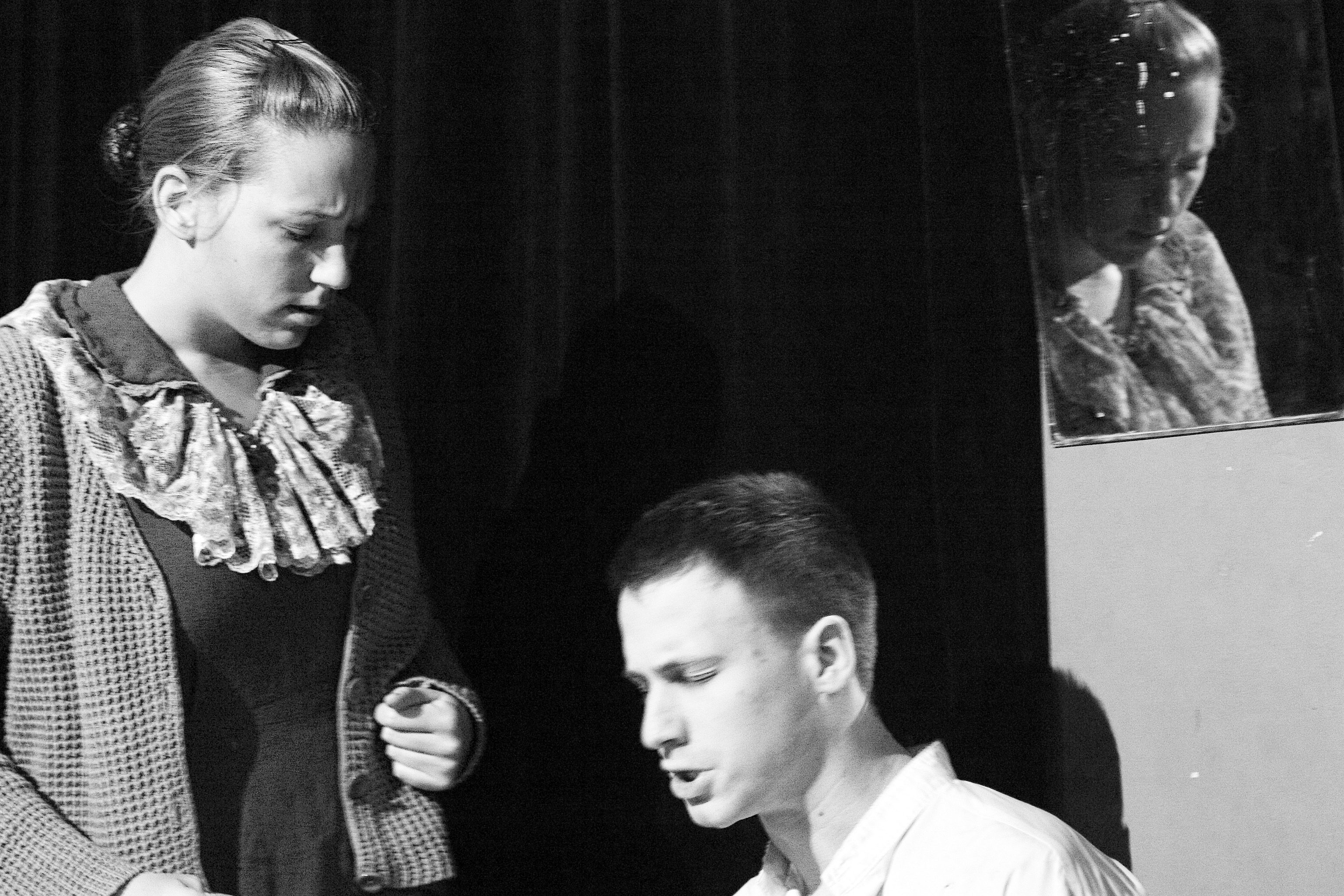
Fotografie z představení Raskolnikova v divadle Ty-já-tr, Praha 2009 (Raskolnikov s matkou).
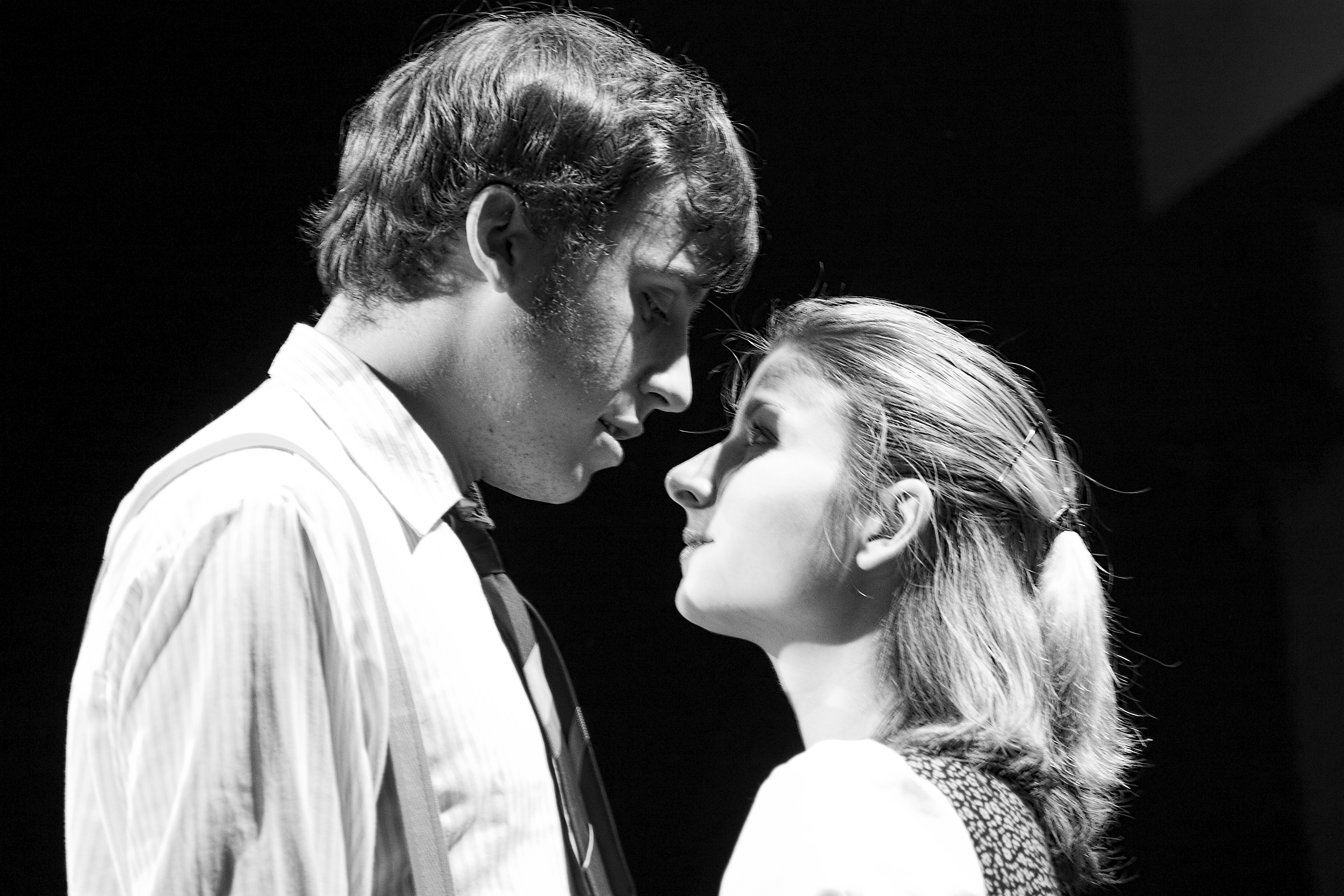
Fotografie z představení Raskolnikova v divadle Ty-já-tr, Praha 2009 (Razumichin a Duňa).
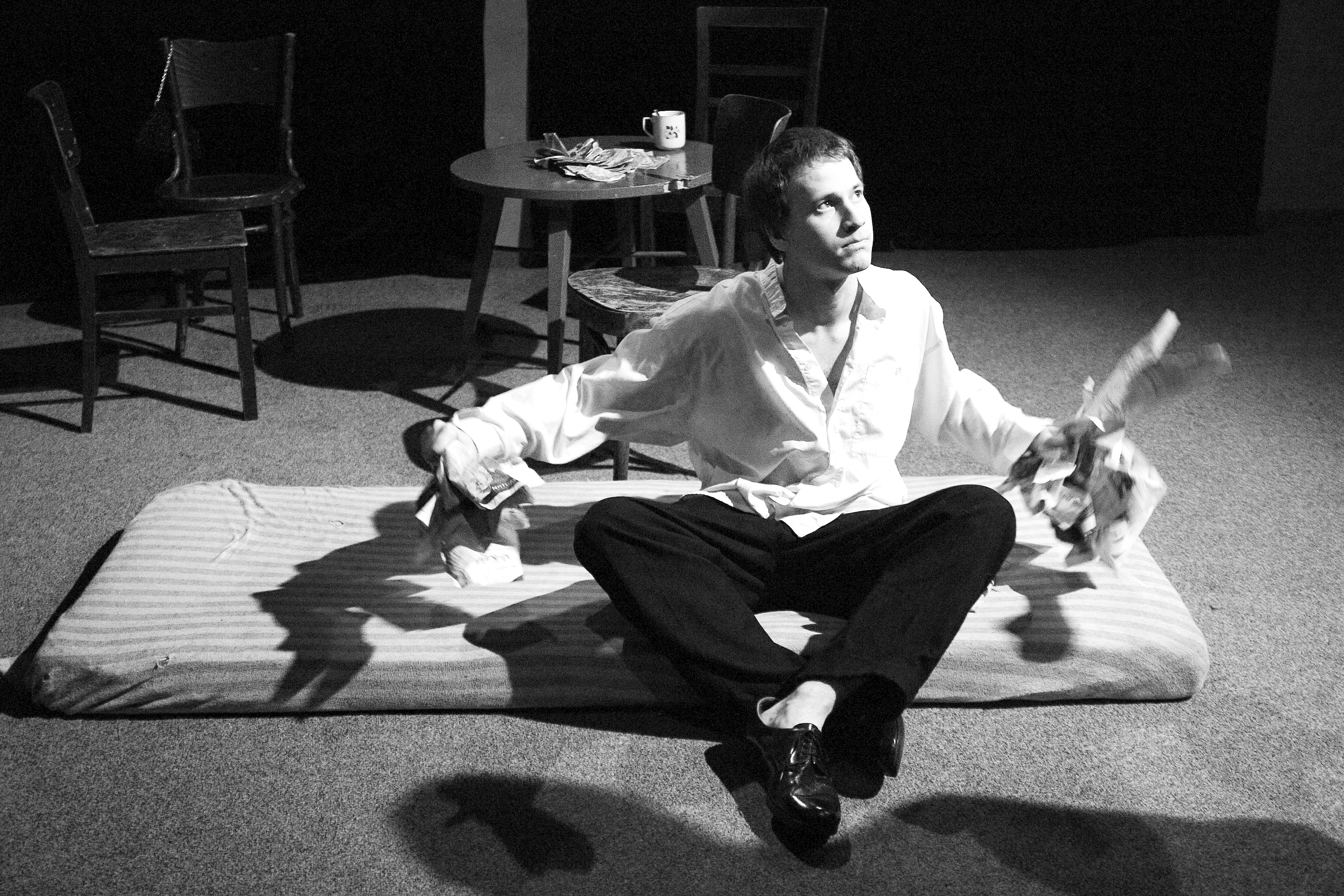
Fotografie z představení Raskolnikova v divadle Ty-já-tr, Praha 2009 (Raskolnikov).
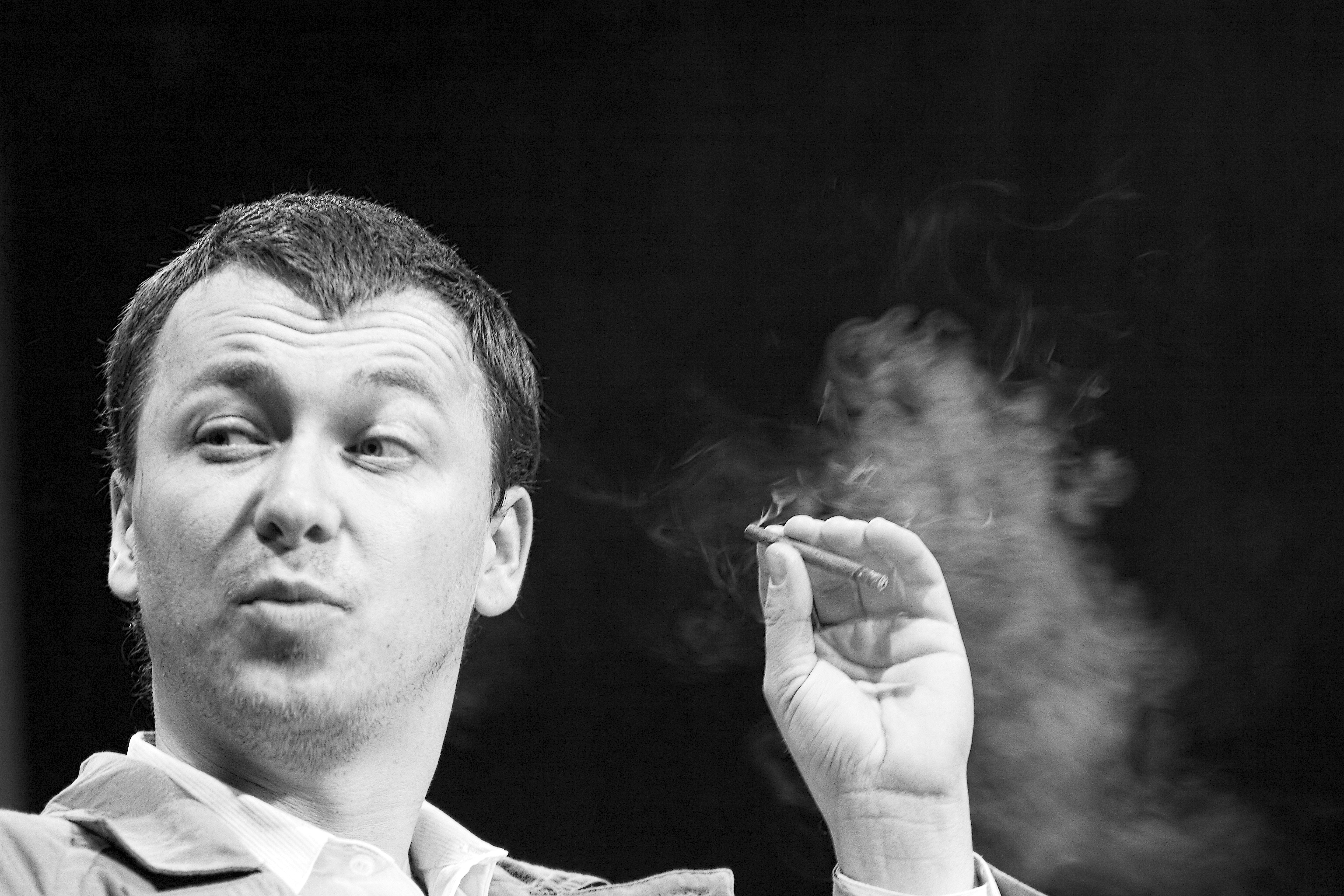
Fotografie z představení Raskolnikova v divadle Ty-já-tr, Praha 2009 (Porfirij Petrovič).

## Postavy hry, čas a místo děje
- Rodion Raskolnikov – student
- Pulcherja Alexandrovna – jeho matka
- Duňa – jeho sestra
- Praskovja – bytná Raskolnikovových
- Razumichin – student
- Zosimov – lékař
- Paní Svidrigaljovová
- Porfirij Petrovič – vyšetřující soudce
- Zametov – policejní komisař
- Mikolka – natěrač
- Nastasja – služebná

Místo děje: Petrohrad
Čas děje: současnost (tedy cca rok 1910)

## Synopse hry

### První dějství – v obývacím pokoji
Raskolnikov polosedí – pololeží, nereaguje na dění. Po odchodu sestry Duni matka tvrdí Raskolnikovovi, že Duňa něco tají. Právě prý opustila místo u Svidrigaljových. Služka Nastasja oznamuje, že bytná Praskovja už Raskolnikovovým na dluh nedá, mladý pán má jít pracovat. Matka posílá Nastasju k lichvářce Aleně něco zastavit. Vrací se Duňa, přichází Razumichin. Mluví s Duňou o doktoru Zosimovovi, nabízí Raskolnikovovi placenou práci na překladu. Mluví o Raskolnikovově článku a vypráví jeho obsah: lidstvo se prý dělí na menšinu „silných“, kteří mají právo a povinnost měnit svět všemi prostředky, a na většinu „obyčejných“, kteří jsou určeni pouze ke služebné úloze. Návštěva Svidrigaljové – Duňa u nich nepracuje již 14 dní a o místo přišla kvůli skandálu se Svidrigaljovem. Raskolnikov Duňu obviní, že se kvůli penězům na jeho studium prodala. Razumichin se ptá Raskolnikova, zda by byl schopen spáchat vraždu. Jistý Lenskij (shoda jména s postavou z Mumraje?) u Zosimova tvrdil, že na příklad lichvářku Alenu by bez výčitek zabil. Návštěva Zosimova, seznámení s Raskolnikovem a hovor nad jeho článkem o dvou druzích lidí. Nastasja se vrací od Aleny – Alenina sestra Lizaveta půjde na oslavu jakýchsi narozenin, kam se chystají i všichni ostatní. Alena zůstane sama doma, čehož se strašně bojí. Druhá návštěva Svidrigaljové – za skandál může její muž, Svidrigaljová se omlouvá a zve Duňu s matkou na návštěvu. Zmiňuje se o vdovci Lužinovi, kterému se Duňa líbí. Raskolnikov tedy další den bude sám doma.

### Druhé dějství – v pokoji Raskolnikova
Raskolnikov leží nemocen, obklad na hlavě. Ošetřují jej bytná Praskovja a Nastasja. Ta říká Raskolnikovovi, že jej předevčírem našly ležet na zemi, když se vrátily z oslavy. Oznámí mu, že lichvářka Alena a její sestra, která z oslavy předčasně odešla, byly zavražděny. Přichází Razumichin. Rozverný rozhovor o Raskolnikovově nemoci, o novém vztahu Razumichina k bytné Praskovje, o jeho seznámení s vyšetřovatelem Porfirijem. Doktor Zosimov vyšetřuje Raskolnikova. Hovor o oslavě, kterou uspořádá Razumichin. Mezi pozvanými jsou i oba policisté. Řeč přijde i na vraždu Aleny a její sestry. Mluví se o tom, jak se to stalo a kdo je podezřelý – natěrač Mikolka se k vraždě přiznal. Raskolnikovovi se udělá špatně, dostane téměř záchvat. Návštěva komisaře Zametova. Raskolnikov se zmiňuje o vraždě lichvářky, říká, že o tom ví možná více než Zametov. Rozhovor Raskolnikova s Nastasjou o jeho nemoci, o smrti. Přichází vyšetřující soudce Porfirij. Raskolnikov mu říká, že u zavražděné zastavil v den vraždy nějaké věci. Přichází řeč na Raskolnikovův článek o dvou kategoriích lidí. Porfirij žádá vysvětlení, kteří lidé patří mezi ty vyvolené, kolik jich vlastně je. Raskolnikov mluví o návštěvě u lichvářky. Říká, že nikoho v domě neviděl, ani natěrače. Vrací se Raskolnikovova matka a Duňa, Porfirij odchází. Duňa oznamuje zasnoubení s Lužinem. Raskolnikov to jakožto sestřinu oběť tvrdě odmítá.

### Třetí dějství – v obývacím pokoji
Nastasja se dívá klíčovou dírkou do pokoje Raskolnikova. Přichází Razumichin a doktor Zosimov, Nastasja jim oznamuje, že Raskolnikov znovu upadl do mdlob. Nastasje prý říkal, že to přesahuje jeho síly a že k „nim“ nepatří. Přichází matka s Duňou, ptají se, co se vlastně stalo. Razumichin říká, že podle Zosimova Raskolnikov přišel o rozum. Vrací se Zosimov a říká, že jde o lehkou horečku, Razumichin prý přehání. Vejde Raskolnikov a tvrdí, že se cítí zcela zdráv, že se vrátí na univerzitu a vše půjde jako na drátkách. Omlouvá se za nepříjemnosti, které jim všem způsobil. Duně řekne, že pokud se vdá za Lužina, přestane ji považovat za sestru. Duňa mu vyčítá, jak s ní jedná – nikoho přece nezabila. Raskolnikovovi se udělá špatně. Oznamuje, že odejde pryč, že potřebuje být sám. Matka se hroutí, Duňa ho obviní z egoismu. Matka mluví Raskolnikovovi do duše. Raskolnikov naznačuje, že se o něm ještě něco dozví, a ptá se, zda ho bude mít i pak ráda. Ve dveřích se setká s Porfirijem. Raskolnikov říká, že mířil právě k němu, protože jej Porfirij podezřívá z vraždy Aleny a Lizavety – on to však neudělal. Porfirij mu odpoví: „Vrah jste vy.“ Před Raskolnikova předvedou Mikolku. Mikolka přiznává, že je vrah. Mikolku odvedou, pokračuje rozhovor Porfirije s Raskolnikovem. Porfirij mu oznámí, že ho zatím nechá na svobodě, aby si vše rozmyslel. Útěku se nebojí, protože sám před sebou samým utéci nemůže a své teorii už přece nevěří. Kdyby snad chtěl spáchat sebevraždu, má zanechat zprávu, kde jsou ukradené věci. Porfirij odejde. Raskolnikov se k oběma vraždám přizná Duně. Duňa ho vyzývá k útěku do ciziny, Raskolnikov odmítá. Svůj čin nepovažuje za zločin, ale uvědomuje si, že on k těm „vyvoleným“ nepatří, je prý také jen „havěť“, a neměl tedy právo použít tento výjimečný prostředek. Vyndá ze skrýše doličné předměty a odchází k soudu.

### Dramaturgická poznámka
Postava jménem Lenskij, zmiňovaná v prvním dějství, se vyskytuje i v Birinského hře Mumraj jakožto revolucionář, který byl odsouzen k smrti, ale ještě před popravou uprchl z vězení. Lze však najít ještě jednu souvislost. Krycí jméno „Alenskij“ používal Dmitrij Bogrov, anarchista a agent kyjevské Ochranky, který roku 1911 spáchal úspěšný atentát na ruského premiéra Pjotra Stolypina a byl vzápětí popraven. Atentát na Stolypina použil Birinski jako jeden z motivů ve své hře The Holy Devil (Rasputin). Vzhledem k tomu, že v Birinského hře Moloch z roku 1910 se žádný Lenskij neobjevuje, je možné, že tato postava byla skutečně inspirována Bogrovem.

## Autorskoprávní dodatek
Majetková práva k samotné hře budou trvat do 31. prosince 2021 (autor zemřel v roce 1951). Do dnešního dne se nepodařilo najít ani vlastníka, ani správce těchto práv, přestože pátrání proběhlo za pomoci agentury Dilia v Německu u agentury, která zastupovala práva ke hře v době jejího vzniku, i v USA, kde Leo Birinski publikoval další díla a kde také zemřel. Pátrání po Birinského dědicích, případně po jiných vlastnících či správcích majetkových autorských práv k jeho dílu pokračuje i nadále, situace se tedy v budoucnu může změnit.